# Атайя, Бхану
Бхану Атайя (хинди भानू अथैय्या; 28 апреля 1929, Колхапур, Британская Индия — 15 октября 2020, Мумбаи) — индийская художник по костюмам

. Лауреатка премии «Оскар» за лучший дизайн костюмов и премии журнала «Filmfare» за вклад в кинематограф.

## Биография
Бханумати Раджопадхай родилась в 1929 году в Колхапуре.
Её отец, Ганпатрао Аннасахеб Раджопадхай, был богатым художником-самоучкой, который поощрял свою жену и шесть дочерей учиться и нанял учителя рисования для Атайи, когда ей было восемь лет. Он работал помощником режиссёра в фильме на телугу Harishchandra (1935), а несколько лет спустя начал самостоятельно снимать фильм на маратхи Mohini (1940). Бхану сыграла в нём маленького принца. Аннасахеб скончался до завершения съёмок.
В середине 1940-х Бхану начала работать на полставки иллюстратором в женском еженедельнике Fashion and Beauty.
В 1948 её рекомендовали на стипендию в Sir JJ School of Art в Бомбее.
В это же время она устроилась на неполный рабочий день в качестве иллюстратора в недавно запущенном Eve’s Weekly.
Она окончила школу искусств с золотой медалью в 1952 году.
В следующем году она представила две картины: «Молитвы» и «Продавцы бананов» на выставке Прогрессивной группы художников.
Но впоследствии она постепенно отошла от живописи.
По некоторым данным её первой работой, связанной с кино, стал подбор нарядов для Камини Каушал в фильмах Aas и Shahenshah 1953 года.
По другой версии её привёл в кино Гуру Датт, сестра которого также училась в школе искусств и заметила работы Атайи. Датт попросил её разработать костюмы для Вахиды Рехман в фильме C.I.D. (1956). Впоследствии она работала с ним над пятью фильмами, в числе которых «Жажда» (1957), «Бумажные цветы» (1959), «Полнолуние» (1960) и «Господин, госпожа и слуга» (1962).
Работая над последним она, по совету режиссёра, обошла все доступные старые особняки Калькутты.
Среди её работ 1960-х годов наряды героев «Ганга и Джамна» (1961), «Испытание временем» (1965), «Амрапали» (1966), Teesri Manzil (1966) и «Свидание» (1967).
Многие подобранные ею наряды становились модными тенденциями, например огненно-оранжевое сари Мумтаз из «Холостяка» (1968), облегающая курта и сальвар Садханы из «Испытания временем» или красное платье Хелен с блестками в стиле фламенко в Teesri Manzil.
Она посетила пещеры Аджанты, чтобы одеть Виджаянтималу как королевскую куртизанку из V века до н.э. в «Амрапали».
В 1966 году Атайя получила стипендию для изучения дизайна одежды во Франции в течение шести месяцев.
В 1970-х она работала над «Меня зовут Джонни», «Сиддхартха», «Истина, любовь и красота» и «Мира».
Она отправилась в пустыню и остановилась в деревне Раджастхана, чтобы разработать костюмы для драмы «Решма и Шера» (1971) Сунила Датта.
Именно её творческий ум стоял за соблазнительным мокрым белым сари Зинат Аман в «Истина, любовь и красота» (1978).
Она продолжала ассоциироваться с лучшими фильмами на хинди 1980-х, включая «Долг чести», «Любовный недуг» и «Созданы друг для друга».
Внимание мировой общественности к ней привлекла её работа над биографическим фильмом «Ганди» (1982) Ричарда Аттенборо. Когда её наняли для «Ганди», она была самой востребованной художницей по костюмам в Индии. Она разработала все индийские наряды для огромного количества актёров, включая 300 000 статистов на похоронах. Благодаря этому фильму, Атайя стала первым лауреатом премии «Оскар» в Индии, получив награду за лучший дизайн костюмов вместе с Джоном Молло. Она также была номинирована в данной категории на BAFTA.
Её известные работы последующих лет включают «Чандни», «Жизнь во имя любви» и «1942: История любви».
Она получила Национальную кинопремию за фильм «Лагаан» (2001), для которого разработала костюмы каждого из главных персонажей в зависимости от их профессии и использовала разнообразную цветовую палитру, чтобы различать вкусы британских и индийских женщин.
Последним её фильмом стал триллер Nagrik (2015) на маратхи.
В 2012 году у неё обнаружили опухоль головного мозга. Она была прикована к постели с 2016 года, когда у неё парализовало правый бок.
Атайя скончалась 15 октября 2020 года в своем доме в Мумбаи в возрасте 91 года.
Атайя была замужем за поэтом-песенником Сатьендрой, который скончался в 2004 году.
У неё осталась дочь Радхика Гупта.